# Phyllanthus harmandii
Phyllanthus harmandii är en emblikaväxtart som beskrevs av Lucien Beille. Phyllanthus harmandii ingår i släktet Phyllanthus och familjen emblikaväxter. Inga underarter finns listade i Catalogue of Life.